# (1674) Groeneveld
(1674) Groeneveld est un astéroïde de la ceinture principale découvert par Karl Wilhelm Reinmuth, le 7 février 1938 à l'observatoire de Heidelberg. Il a été ainsi baptisé en hommage à l'astronome néerlandaise Ingrid van Houten-Groeneveld.
Sa distance minimale d'intersection de l'orbite terrestre est de 1,820850 ua.